# Proctophantastes glandulosa
Proctophantastes glandulosa är en plattmaskart. Proctophantastes glandulosa ingår i släktet Proctophantastes och familjen Steganodermatidae. Inga underarter finns listade i Catalogue of Life.